# Les Transardentes
Les Transardentes, stylisé Les TransArdentes, est un festival de musique électronique, actif entre 2008 et 2017, autrefois organisé le dernier samedi de janvier à Liège (dans les Halles des Foires de Coronmeuse, près du centre de la ville), en Belgique. Les Transardentes est en fait le petit frère hivernal du festival Les Ardentes. Selon La Libre, il est le plus gros événement du genre en Belgique francophone.

## Histoire
En 2012, il devient l'un des plus grands événements de musique électronique en Belgique et le premier grand rassemblement musical de l'année. Chaque année le festival attire plus de 12 000 festivaliers et affiche complet. Les prestations musicales se déroulent sur 4 scènes dans le complexe des Halles des foires de Liège.
Le festival est élu meilleur festival Indoor Européen en 2016 aux European Festivals Awards,

## Programmations notables

### 2008
La première édition a eu lieu le 26 janvier.
- Sphere Room : Party Harders vs. Elektrash, Fancy, Fluokids, The Whip LIVE, Brodinski, Goose, Does It Offend You, Yeah? LIVE, SebastiAn, Erol Alkan, Felix da Housecat.
- Pyramid Room : The G vs. Mr Magnetik, Stephan Bodzin LIVE, Steve Bug, Mathew Jonson LIVE, Carl Craig, Josh Wink, Dave Clarke.
- Cube Room : OCSA & MC Despair, System D, Shy FX, Goldie, DJ Hype ft. Daddy Earl, Pendulum & MC Verse, Sub Focus

### 2009
La deuxième édition a eu lieu le 24 janvier.
- Sphere Room : Cosy Mozzy & Jean Montevideo, Don Rimini, Late of the Pier (live), Uffie & Feadz, Soldout (live), Birdy Nam Nam (live), SebastiAn, Yuksek (live), Tocadisco.
- Pyramid Room : Sierra Sam (live), Mujava, Heartthrob (live), James Holden, Jeff Mills, Cosmic Twins (Derrick May & François K.).
- Cube Room  : Murdock, TC & MC Jakes, Chase and Status, High Contrast & MC Wrec, Friction & MC Id, Grooverider, Simon Bassline Smith.

### 2010
La troisième édition a lieu le 23 janvier.
- Sphere Room : Darko, Mondkopf, Popof (live), Modeselektor, Chris Liebing, Laurent Garnier (live), Carl Craig & Radioslave.
- Pyramid Room : Party Harders, Renaissance Man, Djedjotronic, Fake Blood, Zombie Nation (live), Crookers, Laidback Luke.
- Cube Room : Depotax (live), System D, N-Type, Noisia, Fresh, Ed Rush & Optical, Sub Focus, DJ Hype ft. Daddy Earl.

### 2011
La quatrième édition a lieu le 29 janvier. Cette édition voit apparaître l'arrivée des gobelets réutilisables et d'une nouvelle salle, la Redbull Elektropedia qui accueillera un line-up fait de coups de cœur et de jeunes talents.
- Sphere Room  : Canblaster, Marcel Dettmann, DJ Hell, Brodinski, Shed (live), Len Faki, Proxy, Dave Clarke.
- Pyramid Room   : Highbloo, L-Vis 1990, The Count & Sinden, Skream & MC Pokes, Party Harders, Carte Blanche (DJ Mehdi & Riton), A-Trak, Congorock.
- Cube Room  : Borgore, Martyn, Emalkay, Netsky, Jamie XX, Joker & MC Nomad, Nero, Logistics.
- Redbull Elektropedia  : Doctor Flake, A Boy Named Seb, Fusty Delights, Bad Dancer, Raph, Max Le Daron.

### 2012
La cinquième édition a lieu le 28 janvier. Lors de cette édition les premiers noms des Ardentes 2012 ont été annoncés en exclusivité aux festivaliers.
- Sphere Room  : Dub Timus, Foreign Beggars, True Tiger, Noisia, Sigma, Modestep, Dirtyphonics, Cutline, Kastor & Dice.
- Pyramid Room  : Spoek Mathambo, Beataucue, Annie Mac, Boys Noize, Twr72, Japanese Popstars, Birdy Nam Nam, Cassius.
- Cube Room  : Bad Dancer, Max Cooper, Riva Starr, Simian Mobile Disco, Breakage & SP:MC, Arnaud Rebotini, Nina Kraviz, Nt89.
- Redbull Elektropedia : Folie Douce, Laurenzinho, Mickey, Karl M, Moonlight Matters, La Disco Mafia.